# 1996 في بيرو
فيما يلي قوائم الأحداث التي وقعت خلال عام 1996 في بيرو.

## سياسة

### تعيين في المنصب
- 1 يناير – ألبرتو أندرادي عمدة ليما ‏.

### انتهاء فترة المنصب
- 1 يناير – آلفين بي آدامز جونيور سفير الولايات المتحدة  لدى بيرو [الإنجليزية]‏.

## رياضة
- 1 يناير – الدوري البيروفي لكرة القدم 1996 الفائز نادي سبورتينغ كريستال.
- 1 يناير – دوري الدرجة الثانية البيروفي 1996 الفائز Alcides Vigo [الإنجليزية]‏.
- 1 يناير – كوبا بيرو 1996 الفائز نادي خوسيه جالفيز [الإنجليزية]‏.

## مواليد

### فبراير
- 27 فبراير – لويس أبراهام لاعب كرة قدم بيروفي.

### مايو
- 14 مايو – باربرا بريسينو

### أكتوبر
- 17 أكتوبر – فيوليتا ديلغادو لاعبة كرة طائرة بيروفية.

### نوفمبر
- 19 نوفمبر – دييغو خوسيه لاعب اسكواش بيروفي.
- 22 نوفمبر – أنجيلا ليفا لاعبة كرة طائرة بيروفية.

### ديسمبر
- 28 ديسمبر – لويز دا سيلفا لاعب كرة قدم بيروفي.